# Dmitrij Safronow
Dmitrij Safronow (ros. Дмитрий Олегович Сафронов, ur. 8 października 1981) – rosyjski lekkoatleta specjalizujący się w biegach maratońskich.
W 2010 roku zajął szóste miejsce w maratonie w południowokoreańskim Daegu oraz zdobył brązowy medal w maratonie na mistrzostwach Europy w Barcelonie (był to dopiero 5. bieg maratoński w karierze Safronowa) a także zajął drugie miejsce w maratonie w Fukuoce.

## Osiągnięcia
| Rok  | Impreza              | Miejsce   | Pozycja     | Wynik   |
| ---- | -------------------- | --------- | ----------- | ------- |
| 2010 | Mistrzostwa Europy   | Barcelona | 3. miejsce  | 2:18:16 |
| 2012 | Igrzyska olimpijskie | Londyn    | 23. miejsce | 2:16:04 |

## Rekordy życiowe
- Bieg na 5000 m – 13:40,07
- Bieg na 10 000 m – 28:15,11
- Bieg maratoński – 2:09:35